# Kościół św. Marcina Biskupa w Lipowej
Kościół św. Marcina Biskupa – rzymskokatolicki kościół parafialny w miejscowości Lipowa (powiat brzeski, województwo opolskie). Świątynia należy do parafii św. Marcina Biskupa w Lipowej w dekanacie Grodków, diecezji opolskiej. Dnia 13 grudnia 1954 roku pod numerem 139/54 kościół został wpisany do rejestru zabytków nieruchomych województwa opolskiego.

## Historia kościoła
Obecny kościół został wybudowany w stylu gotyckim na przełomie XV i XVI wieku. W czasie działań wojennych II wojny światowej został zniszczony, odbudowany w 1945 roku. Na uwagę zasługuje rokokowa monstrancja pochodząca z lat 1737–1750.